# Pisa Sporting Club 1933-1934
Questa pagina raccoglie i dati riguardanti il Pisa Sporting Club nelle competizioni ufficiali della stagione 1933-1934.

## Rosa
| N. |                   | Ruolo | Calciatore               |
| -- | ----------------- | ----- | ------------------------ |
|    | Italia (bandiera) | C     | Vasco Artigiani          |
|    | Italia (bandiera) | A     | Sergio Bertoni           |
|    | Italia (bandiera) | D     | Gino Corsini             |
|    | Italia (bandiera) | C     | Raffaele D'Aquino        |
|    | Italia (bandiera) | D     | Pietro Del Buono         |
|    | Italia (bandiera) | A     | Alessandro Duè           |
|    | Italia (bandiera) | D     | Cesare Augusto Fasanelli |

| N. |                      | Ruolo | Calciatore        |
| -- | -------------------- | ----- | ----------------- |
|    | Argentina (bandiera) | A     | Antonio Ganduglia |
|    | Argentina (bandiera) | A     | Nicolás Lombardo  |
|    | Italia (bandiera)    | P     | Aldo Paolicchi    |
|    | Italia (bandiera)    | C     | Odoacre Pardini   |
|    | Italia (bandiera)    | A     | Angelo Pomponi    |
|    | Italia (bandiera)    | D     | Orlando Tognotti  |
|    | Italia (bandiera)    | A     | Rodolfo Volk      |